# Ihor Syłantjew
Ihor Ihorowycz Syłantjew, ukr. Ігор Ігорович Силантьєв (ur. 3 stycznia 1991 w Odessie) – ukraiński piłkarz, grający na pozycji napastnika.

## Kariera piłkarska

### Kariera klubowa
Wychowanek SDJuSzOR Czornomoreć Odessa. Pierwszy trener Wiktor Zubkow. W 2007 rozpoczął karierę piłkarską w drużynie rezerwowej Czornomorca Odessa. 4 kwietnia 2009 debiutował w Premier-lidze. W kwietniu 2012 został zdyskwalifikowany na 4 miesiące z powodu użycia dopingu. Po zakończeniu sezonu 2012/13 opuścił odeski klub.

### Kariera reprezentacyjna
Występował w juniorskiej reprezentacji U-17 i młodzieżówce.